# 津軽石氏
津軽石氏（つがるいしし）は、陸奥国を本拠とした氏族。

## 出自
南部氏流一戸氏の一族、一戸勝富が閉伊郡津軽石村を南部信直より与えられ、以後津軽石氏を称したとされる。

## 歴史
一戸勝富の父、一戸義富には四子あり、長男実富、次男光方、三男勝富、そして娘が一人いたとされる。勝富は津軽石氏の祖となり、娘は一戸氏分流の野田薩摩守政義へ嫁ぎ、長男実富は九戸政実の乱の首謀者の一人として処刑された。次男の図書助光方は九戸政実の意を受けて一戸城主となったが、政実と対立していた南部信直に居城を攻められ、討死した。
津軽石勝富は津軽石川の鮭漁場のことより千徳氏と隙を生じ、千徳城にて誘殺され、居城払川館を攻められたとされる。ただ、津軽石氏の系図ではこの戦いが起きた時期や勝富を謀殺した首謀者の名前は記していない。勝富の孫、富兼の幼名を「布袋」といい、この時に逃れて大叔父に当たる野田政義に匿われたとされる。『二戸川嶋家文書』に見られる「ほてい」という人物がそれで、南部利直に随行して京に向かった野田直親の代わりとして、三戸の南部信直の下に置かれているのがうかがえる。その後富兼やその子孫が盛岡藩士となり、近世に至った。岩崎合戦に従軍した武将の中に「津軽石善九郎」の名が見える。